# パワーウィンドウ
パワーウィンドウ (power windows) は、スイッチ操作により、主に電気または空気による動力で開閉できる窓のこと。または、その設備。一般に自動車のことをさす場合が多いが、建築物や鉄道でも採用がある。

## 建築物
建築物の一部の窓にも採用されている。一般に手の届かない高さの窓の開閉に利用されており、手の届く範囲にあるスイッチ、もしくはリモコンで操作可能である。

## 自動車
パワーウィンドウ自体は1930年代後半にアメリカで実用化されていたが、一部の高級車を除き採用されなかった。日本車での初採用はプリンス自動車工業（現・日産自動車）の2代目グロリアである。大半の自動車は、窓は手動式で、レギュレーターハンドルによって窓ガラスを昇降させていた。爆発的に広まったのは1980年代である。
2000年代現在、発売されている自動車には法人向けモデル（社用車・公用車用）や商用車（ライトバン、ワンボックス、トラックなど）と安価グレードを除いて、ほとんどの車がこの設備を標準装備している。以前は一部の軽自動車などでパワーウインドウの昇降スイッチをドア内張りではなくダッシュボードやセンターコンソール部分に取り付けることも多かった。こうすることでレギュレーターハンドル仕様とドア部分の部品の共通化を図り（コストダウン）、且つドア配線の簡略化にもつながるというメリットがあったが、現在ではあまり見られなくなった。(2025年現在の国産乗用車の例としてはスズキ・ジムニー Jx64/74Wがある。)
なおセンターコンソールやダッシュボードへのパワー・ウィンドウスイッチ設置は、最近ではシトロエン・DS4やBMW・ミニなどにその例が見られる。
一部車種には、閉め忘れ対策としてエンジンを停止してもしばらくの間は作動可能にされたものがある。また、スイッチ操作は運転席のみがワンタッチ式のものが主流であるが、全席がワンタッチ式とされた車種もある。
電動であるがゆえに力が強く、誤ってスイッチを操作した結果、指や首を挟みこむ事故も発生している。これらの事態を重く見た自動車メーカー各社は、窓の上昇中に異物の挟み込みを感知すると、窓の上昇をストップし逆に下降する安全装置（挟み込み防止機能）を開発し、多くの車に装備されている。なお、社外品（後付け）のパワーウィンドウには安全装置が搭載されることは稀である。ドライバーの手元にあるスイッチでは各窓の開閉と、運転席以外の窓を開閉できない様にする（チャイルドセーフティロック）操作を一括して行うことができるものも多い。
スライドドアは配線などの問題上パワーウィンドウの装備が遅れていた。それよりもウィンドウの昇降自体が出来ない（はめ殺しの）車種も8人乗りなどのミニバンに多かった。その影響か、三菱・タウンボックスなどは前席のみパワーウィンドウが搭載され、スライドドアの後席は手動式となっている。

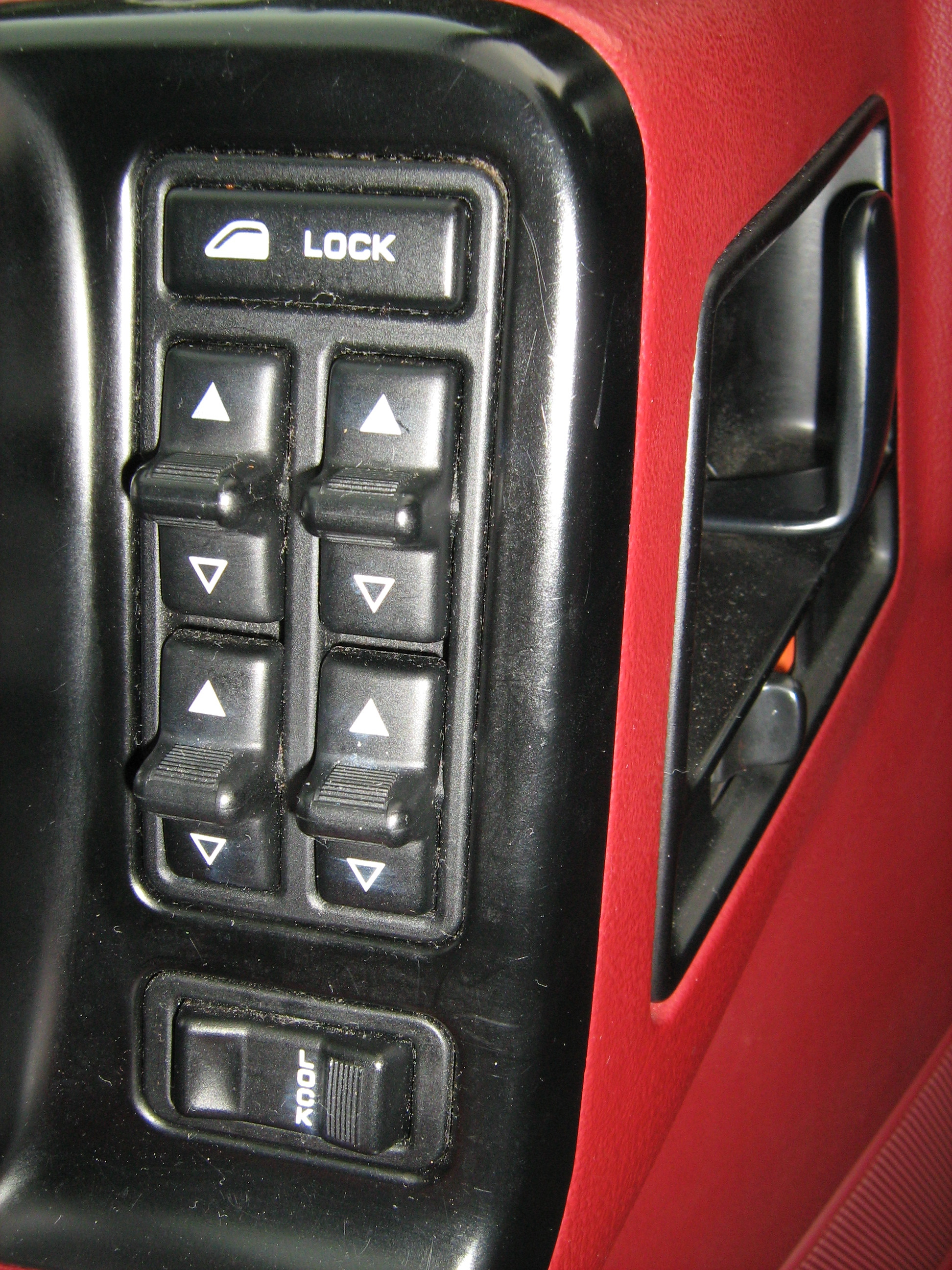
運転席側ドアに内蔵された一般的な開閉用スイッチ（画像はクライスラー・ジープチェロキー）
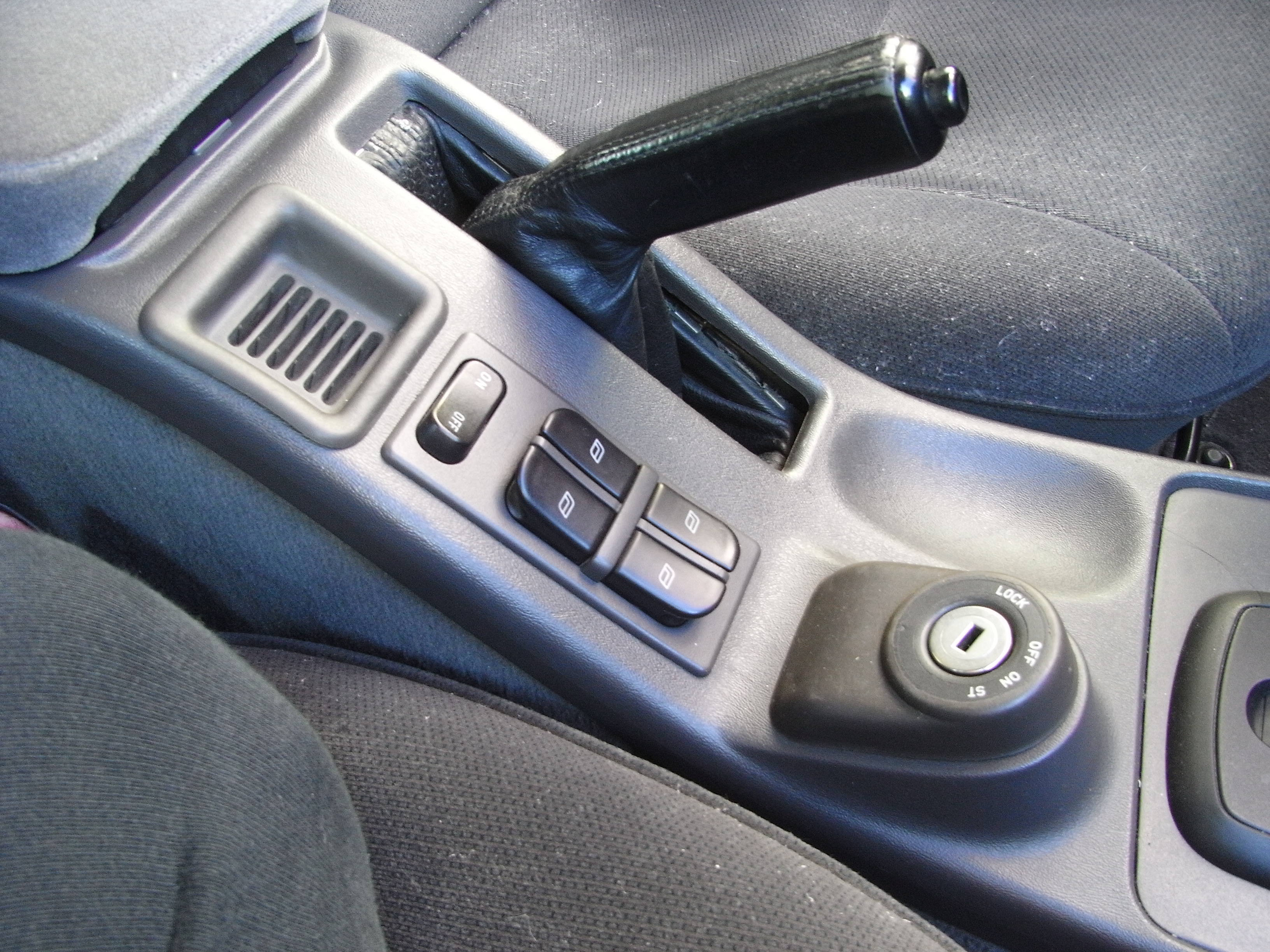
センターコンソールにあるサーブ9-5の開閉用スイッチ。運転席、助手席の両方から操作できる

## 鉄道

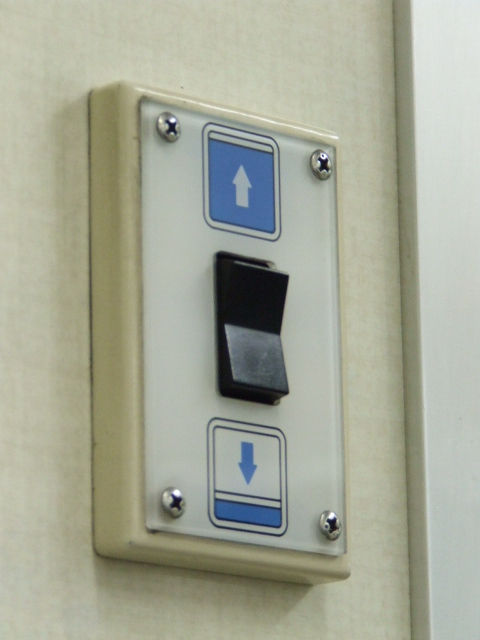
鉄道車両の開閉用スイッチ

日本の鉄道車両においては、1960年に皇室ならびに外国の賓客用として日本国有鉄道が導入した特別車両、クロ157形に設置されたのが最初である。これは、賓客の見送り者に対する答礼の便を図るためである。同様の目的で、1号御料車やE655-1でも採用されており、いずれも1枚ガラスの下降窓である。
一般営業用では1970年代初めに相模鉄道が2100系や5100系に装備し、各窓横のスイッチ操作により、乗客が誰でもいつでも楽に窓を開閉できるようにした。相模鉄道ではその後も導入を続けたが、JR東日本の車両をベースに2002年から導入された10000系からは廃止された。
私鉄に採用されたものでは乗務員室からの一斉操作もでき、車両基地での車両洗浄時の省力化に一役買っている。整備の手間などから採用する事業者はわずかではあるものの、関東地方では相模鉄道の9000系までの各系列と小田急電鉄の1000形（ワイドドア車のみ）、近畿地方では京阪電気鉄道の7200系と9000系、阪急電鉄の8000系以降9300系までの各系列と7300系の一部およびリフレッシュ工事後の5000系が採用している。
これらの私鉄の車両は全て通勤形電車である。パワーウィンドウは空調管理に支障をきたすので、完全空調が建前の特急形車両や近年の新製車両には採用されていない。
開閉方法は国鉄クロ157形が電動式、相鉄で採用されたものが油圧式、その他が空気式である。